# Peromyscus stirtoni
Peromyscus stirtoni es una especie de roedor de la familia Cricetidae.

## Distribución geográfica
Se encuentra en  El Salvador, Guatemala, Honduras y Nicaragua.